# Synoicum parfustis
Synoicum parfustis är en sjöpungsart som först beskrevs av Friedrich Ritter och William Forsyth 1917.  Synoicum parfustis ingår i släktet Synoicum och familjen klumpsjöpungar. Inga underarter finns listade i Catalogue of Life.